# Karpe
Карпе (познати и као Карпе Дием у периоду 2000-2018; норв. Karpe) је реп група из Осла, Норвешке коју сачињавају уметници Магди Омар Итреајде Абделмагуид (рођ. 1984.) и Чираг Рашмикант Пател (рођ. 1984.).

## Биографија
Магди Омар Итреајде Абделмагуид је египатско-норвешког порекла и рођен је 3. јуна 1984. у Ослу. Отац му је Египћанин а мајка Норвежанка. Чираг Рашмикант Пател је индијског порекла и рођен је 20. јула 1984. године у Леренскугу. Његов отац је имигрирао из Уганде и Чираг је одрастао у Ослу.
Магди и Чираг су се први пут упознали 1998. Екомонској средњој школи у Ослу, док су обојица били ученици и бавили се музиком појединачно. Дуо је оформљен 2000. године.  

## Каријера
Карпеово дебитантско издање, Glasskår  EП из 2004. је било комерцијални успех и истоимена песма  достигла је 9. место на ВГ-листи.  Њихов први студијски албум Rett fra hjertet из 2006. је достигао 10. место на ВГ-листи и продао се у 18.000 примерака. Албум Fire Vegger је био још већи успех и продао се у 30.000 примерака.  Aldri solgt en løgn је њихов трећи и највећи албум, због којег су добили престижну награду Spellemannprisen за „Најбољи хип-хоп албум“ и сингл Ruter као „Најбољи хит године“.  Примили су ову награду и 2012. у категорији поп-музике, за албум Kors på halsen, Ti kniver i hjertet, Mor og Far i døden. У новембру 2013. Карпеу је награда „P3” на првој додели музичких награда радио станице „P3“.
У октобру 2015. лансирали су нови музички пројекат под називом Heisann Montebello. Избацили су 9 песама у року од две године, сваку са музичким видеом. За свој труд награђени су 2016. наградом Spellemannprisen у категоријама „Најбољи урбанистички арт“ и „Албум године“ .
2019. избацили су албум SAS PLUS/SAS PUSSY, који траје 29 минута и 47 секунди. И за њега су добили Spellemannprisen  2019. у категорији  „Албум године“.
17. августа 2020. Карпе је основао Фондацију „Пател и Абделмагуид“. На тај начин су своја права и приход од свих својих претходних издања, шест студијских албума и разних ЕП-а и синглова уступили у сврхе помоћи избеглицама, тражиоцима азила и/или имигрантима.

## Награде
- 2008: Spellemannprisen  у категорији „Хип-хоп“, за албум Fire vegger
- 2010: Spellemannprisen у категорији „Овогодишњи музичар“
- 2012: Spellemannprisen у категорији „Поп-музика“, за албум Kors på halsen, Ti kniver i hjertet, Mor og Far i døden.
- 2013: P3 Gull у категорији „ P3 награда“
- 2016:  P3 Gull у категорији „Живи уметник године“
- 2016: P3 Gull у катеогорији „Песма године“, за сингл Lett å være rebell i kjellerleiligheten din
- 2016: Spellemannprisen у категорији „Урбано“, за албум Heisann Montebello
- 2016: Spellemannprisen у категорији „Албум године“, за албум Heisann Montebello
- 2017: P3 Gull у категорији „Живи уметник године“

## Дискографија

### Албуми
| Година | Албум                                                   |
| ------ | ------------------------------------------------------- |
| 2006.  | Rett fra hjertet                                        |
| 2008.  | Fire vegger                                             |
| 2010.  | Aldri solgt en løgn                                     |
| 2012.  | Kors på halsen, ti kniver i hjertet, mor og far i døden |
| 2016.  | Heisann Montebello                                      |
| 2019.  | Sas Plus/Sas Pussy                                      |

### ЕП-ови
| Година | ЕП                 |
| ------ | ------------------ |
| 2004.  | Glasskår EP        |
| 2019.  | Sas Plus/Sas Pussy |

### Синглови
| Година | Сингл                                         | Албум                                                   |
| ------ | --------------------------------------------- | ------------------------------------------------------- |
| 2004.  | "Glasskår"                                    | Glasskår EP                                             |
| 2006.  | "Piano"                                       | Rett fra hjertet                                        |
| 2008.  | "Under overflaten"                            | Fire vegger                                             |
| 2008.  | "Fireogtyvegods"                              | Fire vegger                                             |
| 2008.  | "Stjerner"                                    | Fire vegger                                             |
| 2009.  | "Vestkantsvartinga"                           | Fire vegger                                             |
| 2010.  | "Ruter"                                       | Aldri solgt en løgn                                     |
| 2012.  | "Her"                                         | Kors på halsen, ti kniver i hjertet, mor og far i døden |
| 2012.  | "Påfugl"                                      | Kors på halsen, ti kniver i hjertet, mor og far i døden |
| 2012.  | "Toyota'n til Magdi"                          | Kors på halsen, ti kniver i hjertet, mor og far i døden |
| 2015.  | "Lett å være rebell i kjellerleiligheten din" | Heisann Montebello                                      |
| 2015.  | "Hvite menn som pusher 50"                    | Heisann Montebello                                      |
| 2015.  | "Au pair"                                     | Heisann Montebello                                      |
| 2015.  | "Hus/hotell/slott brenner"                    | Heisann Montebello                                      |
| 2016.  | "Attitudeproblem"                             | Heisann Montebello                                      |
| 2016.  | "Gunerius"                                    | Heisann Montebello                                      |
| 2017.  | "Rett i foret"                                |                                                         |
| 2017.  | "Dup-i-dup"                                   |                                                         |
| 2019.  | "Skittles"                                    |                                                         |

## Екстерни ликови
Званична веб-страница